# داريا
داريا وتعني بالآرامية دار الرؤية، مدينة سورية عريقة تقع بالقرب من دمشق، وردت في كتب التاريخ حيث قاوم معين الدين أنر الفرنجة وصدَّ الحصار الذي فرضته قواتهم في داريا.
تقع داريا في ريف دمشق غربَ العاصمة بحوالي 8 كيلومترات، وهي قريبة جدًا من حي المزة الدمشقي ومدينة معظمية الشام، كما أنها تُعدُّ أكبر مدن الغوطة الغربية.
يَعود تاريخ المدينة إلى فترات قديمة، حيث أنه مرتبطٌ بتاريخ دمشق نفسها، ومعَ ذلك فإنها هي نفسها استُوطنت منذ فترات مُبكرة، وكانت أكبر قرى الغوطة على أيام الفتح الإسلامي، وأما اسمها فهوَ مشتقٌّ من كلمة «"دار الرؤية" حيث تجسد يسوع المسيح لبولس الرسول»،
وفي عام 2011، أدّت الاحتجاجات التي اندلعت في المدينة إلى سُقوط عشرات القتلى واعتقال المئات من الأهالي.

## التسمية
داريا هي كلمة سريانية تعني البيوت الكثيرة، مشتقة من كلمة دار، والنسبة إليها داراني.

## التاريخ
تشير بعض المصادر التاريخية أن داريا تعود إلى ما قبل الميلاد ويرتبط وجودها بوجود دمشق التي هي أقدم عاصمة بالتاريخ. وكما ذكرت فإن داريا تعني الدور الكثيرة ، وكان موقعها إلى الجنوب من مقام ومسجد عبد الرحمن العنسي المعروف بأبي سليمان الداراني ( ما يعرف بأرض حلاش ). وبداريا مقام أو قبر النبي حزقيل كما يروى، ويذكر أن عبد الله بن ثوب المعروف بأبي مسلم الخولاني قدم داريا بعد الفتح الإسلامي ونزل بها لوجود قبيلة يمنية استوطنتها قبل الإسلام هي بني خولان المتوفي عام 62 هجري. كانت داريا معقلاً للغساسنة إلى أن جاء الفتح الإسلامي بقيادة أبي عبيدة عامر بن الجراح عام 635م فكانت هي أكبر قرى أهل اليمن بغوطة دمشق وأقاليم الشام  ، وتأثرت داريا بمعظم الأحداث التي اعترت الحكم الأموي والعباسي وما جرى خلالهما من أحداث سياسية وعسكرية وخاصة منازعات الخلافة ؛ كون داريا تقطنها قبائل يمنية ((خولان وعنس)) وأخرى قيسية. وتعرضت داريا للحرق نتيجة تلك المنازعات عام 126هـــ وكذلك عام (167) هـــ بعصر هارون الرشيد ثارت الفتن بين القيسية واليمانية أو ما يعرف بفتنة أبي الهيذام حيث حرقت ونهبت . وفي عام (233) هـــ تأثرت داريا بالزلازل، وكذلك مرت على داريا أحداث ومنازعات ما بين الأتابكة والسلاجقة عام 416 هـ/ 417 هـ ولم تنج من الغزو الصليبي عام (543) هـ وكذلك التتار عام (799) هـ فقد عاثوا فيها فساداً وتدميراً  ؛ كان آخرها الاحتلال الفرنسي لسوريا حيث وقعت فيها معركة سميت معركة داريا الكبرى على أثر حضور بعض رجال قادة الثورة السورية عام 1926 إلى داريا وكان منهم الأمير عبد القادر الجزائري والشيخ محمد حجازي وكان عدد المجاهدين ما يقرب من خمسة وخمسين بينهم بعض المجاهدين من أبناء داريا اشتبكوا مع القوات الفرنسية وكان في يوم الأحد 10/12/ 1926م. ومن الآثار التي عثر عليها في داريا إله الحب عند الرومان ((أيروس))الموجود في المتحف الوطني بدمشق.
لقد ورد ذكر داريا على ألسنة عدد من الشعراء وتغنى بعضهم بجمالها وطيب هوائها فقال حسان بن ثابت:

لمن الــــدار أقفرت بمغان بين شاطي اليرمــــوك فالصمان

فالقــريات من بلاس فداريا فســـكاء فالقصـــور الدواني

وفي العهد العباسي نزل الخليفة المتوكل في داريا وكان يرافقه الشاعر البحتري الذي قال بجمال داريا:

العيش في ليل داريا إذا بـــردا والراح نمزجها بالماء من بردى

وذكر الشاعر الصنوبري داريا 234هـ قائلا:

ونعم الدار داريـــا ففيها حلا ليّ العيشُ حتى صار أريا
وقال قيس الهلالي في يوم داريا أثناء فتنة أبي الهزيم يصف كُرة التخريب والدمار:

كــأنا يوم داريـــا أسود تدافع من مســاكنها أسودا

تركنا أهل داريـا رميمـــاً حطـاما في منازلهــم هموداً

قتلنـــا فيهم حتى رثينـا لهم ورأينـا جميعهــم شريدا
لَمّلِمّْ جِرَاحَكَ و اعّْصِفْ في بَوادِينا
أُحِسُ بالنار في داريا تَشّْوينا
هَبّتْ رياحُ الأسى تنعي أحبتنا
نبكي داريا و قد تَبّتْ أيادينا
حزينة أنتِ يا داريا مرهقةٌ
إن كنتِ ليلى فقد كنّا المجانينا
من لا يغار على داريا مُنّتَخياً
فليس منّا لا دنيا و لا دينا .

## الجغرافيا والمنطقة الإدارية
تقع داريا ضمن محافظة ريف دمشق إلى الجنوب الغربي من مدينة دمشق وقلما تذكر دمشق بكتاب إلا وتذكر داريا. تبعد عن دمشق حوالي 8 كم فهي أكبر مدن الغوطة الغربية ومركزها ترتفع عن سطح البحر 719م. يَحدها من الشمال حي المزة ومعضمية الشام، ومن الغرب جديدة عرطوز ومن الجنوب صحنايا وأشرفيتها، ومن الشرق حي كفر سوسة وحي المزة وحي القدم.
يَتبع داريا إدارياً بالوقت الحاضر: ناحية صحنايا التي تتضمن صحنايا - أشرفية صحنايا -تجمع بناء الكويتي وتجمع 8 آذار -ومدينة معضمية الشام- إضافة للمنطقة الصناعية الغربية من حي القدم.
وكانت تعد داريا سابقاً مركزاً إدارياً لجميع قرى وبلدات ومدن الغوطة الغربية منها: ببيلا- يلدا- بيت سحم - السيدة زينب- السبينة الكبرى- البويضة- الذيابية – السبينة الصغرى- نجها- قدسيا- أشرفية الوادي - الهامة- جمرايا-الحجر الأسود- حجيرة. إلا أن هذه المدن والبلدات استقلت بوحدات إدارية عن داريا.

## السكان
يتجاوز عدد سكان مدينة داريا 255,000 نسمة حسب إحصاء عام 2007م، وذلك نظراً إلى قربها الكبير من مدينة دمشق، الذي يَجعل العديدين يَختارون السكن فيها. يَعتنق غالبية السكان ديانة الإسلام.
يُوجد عدد من المنشآت الصناعية في مدينة داريا، وتوفر المرافق الخدمية الضرورية بالمدينة. كما أن يعمل معظم سكانها يَعملون بالزراعة وبعضهم في المهن الحرة، خاصة مجال الجوالات بالإضافة إلى تربية الماشية وغيرها من المهن.

## المعالم

### المساجد
- المساجد القديمة:
  - جامع أبي سليمان الداراني (عبد الرحمن العنسي)
  - مسجد أبي مسلم الخولاني (عبد الله بن ثوب)
  - جامع المنبر
  - جامع عمر بن الخطاب
  - جامع العباس
  - مسجد داريا الكبير
  - جامع نبي الله حزقيل
  - مسجد طه
  - جامع أنس بن مالك
  - جامع أسامة بن زيد.

### الكنائس
تُوجد في داريا طائفتان مسيحيتان، هُما الروم الأرثوذكس والروم الكاثوليك. يَعود تاريخ الطائفة الكاثوليكية بداريا إلى عام 1934م، وبُنيت كنيسة تلك الطائفة عام 1937م. وأما الروم الأرثوذكس فهُم الطائفة الأقدم في داريا، حيث أن أبناء الطائفة الكاثوليكية انشقوا عن تلك الطائفة التي كانت تربطهم بها صلة قرابة في أوائل القرن العشرين.

### المقامات والأضرحة
- مقام نبي الله حزقيل: ويوجد في جامع نبي الله حزقيل.
- مقام أبو مسلم الخولاني: ويوجد في مسجد أبي مسلم الخولاني.
- مقام أبو سليمان الداراني: ويوجد في مسجد أبي سليمان الداراني.
- قبر بلال الحبشي: ويوجد قرب قبر أبي مسلم الخولاني شاهدة قبر كتب عليها قبر بلال الحبشي.
- قبر سكينة بنت علي بن أبي طالب، وهي بنت الإمام علي.[2][3]
- قبر أبي ثعلبة الخشني: يذكر أنه توفي في خلافة معاوية.
- منبر الفاتحين: على مقربة من جامع المنبر.

الأعمال الخيرية:
الجمعية الخيرية الإسلامية بداريا - مقابل فرن البيادر،
مشروع كفالة اليتيم- قرب جامع الحسن والحسين،
مركز تأهيل المعاقين - قرب مديرية منطقة داريا،
جمعية الشفاء الخيرية (لعلاج المرضى)- قرب البلدية.

### المدارس والمراكز التعليمية
| - المدارس: - ثانوية بنات داريا: إعدادي/ثانوي. - ثانوية السيدة عائشة الشرعية للبنات: إعدادي/ثانوي. - مدرسة الشهيد فياض الحو: ابتدائي. - مدرسة الشهيد محمد كريم أبو اللبن: ابتدائي. - مدرسة داريا الثالثة للبنين (المحدثة): ابتدائي. - مدرسة داريا الثالثة للبنات (المحدثة): ابتدائي. - مدرسة داريا المحدثة للبنين: إعدادي. | - - مدرسة الغوطة الغربية: إعدادي/ثانوي. - إعدادية الحكمة للبنين: إعدادي. - إعدادية الحكمة للبنات: إعدادي. - مدرسة الشهيد عدنان غزال: ابتدائي. - مدرسة الشهيد نبيل كشكة: ابتدائي. - مدرسة الشهيد محمود الدباس: ابتدائي. - مدرسة الإباء العربي الخاصة: تعليم أساسي (ابتدائي/إعدادي). - مدرسة فرسان الغوطة الخاصة: (ابتدائي). |

- المعاهد:
  - معهد الآفاق.
  - معهد أكاديميا سنتر.
  - معهد سبل الأوائل.
- المراكز الثقافية: يوجد في داريا مركز ثقافي واحد، هو «المركز الثقافي العربي بداريا».

## الثورة السورية
شاركت مدينة داريا بشكل ملحوظ في الثورة السورية ضد نظام الرئيس بشار الأسد في أوائل عام 2011، وكانت أولى مظاهراتها ضده يوم الجمعة 25 آذار 2011، ومنذ ذلك الوقت تمددت المُظاهرات فيها وأصبحت تخرج بشكل مُنتظم، كما أصدر شبابها جريدة باسم «عنب بلدي»، وهي جريدة أسبوعية سياسية ثقافية توعوية تُوزع بشكل سري خوفاً من الشبيحة. وفي يوم «الجمعة العظيمة» سقط أول القتلى فيها، حيث فتحت قوَّات الأمن النار على المُتظاهرين متسببة بسُقوط 7 قتلى، وبعدها انتشرت الحواجز الأمنية بشكل كثيف في المدينة. ثم في 1 مايو قُطعت الاتصالات عن المدينة وتعرَّضت للحصار، وخلال اليوم ذاته توفيَّ الشاب «المعتز بالله الشعار» برصاص قوات الأمن على أحد الحواجز، وأثار نشر فيديو على الإنترنت يُظهر والده وهو يَحكي قصة مقتله ضجَّة إعلامية.
في 6 سبتمبر اعتقلَ في المدينة الناشط السياسي غياث مطر بعد أن نصبت له قوات الأمن كميناً، والذي كان ضليعاً بتنظيم المُظاهرات منذ اندلاع الاحتجاجات قبل أكثر من خمسة شهور من ذلك. وبعد أربعة أيام من اعتقاله سُلم جثمانه إلى أهله، بعد أن قضى تحتَ التعذيب. كان يوم «جمعة عذراً حماة» بتاريخ 3 فبراير من عام 2012 يوماً دامياً في المدينة، إذا سقطَ فيه 6 قتلى برصاص الأمن، وقد خرجَ الأهالي لتشييع هؤلاء في مظاهرات مناهضة للنظام باليوم التالي فتحت عليهم قوات الأمن النار مجدداً، مما أدى إلى سُقوط 12 قتيلاً وأكثر من 30 جريحاً آخرين.
بالمُجمل، سقطَ 360 قتيلاً من المدنيين برصاص الأمن في مدينة داريا منذ اندلاع الاحتجاجات وحتى 3 آذار عام 2012. كما تمَّ توثيق ما لا يَقل عن 780 حالة اعتقال فيها خلال تلك الفترة، حسبَ «مركز توثيق الانتهاكات في سوريا». وقد جرت مجزرة كبيرة بالمدينة يوم السبت 25-08-2012 - فيما سمي يوم السبت الأسود - راح ضحيتها أكثر من 300 شهيد.

### الجيش السوري الحر في داريا
بدأ ظهور الجيش السوري الحر بداريا ببضع أفراد يحملون بعض الأسلحة القديمة كلاشينكوفات ومسدسات ولكن بعدد محدود ويمكن القول أن العمل المسلح بمدينة داريا بدأ في بداية سنة 2012 ولكن سرعان ما تطور هذا العمل المسلح مع تزايد أعداد المنشقين والمتطوعين ولكن مع ذلك أقتصر تسليح الجيش الحر على أسلحة خفيفية وبعض الأسلحة المتوسطة ..
مع تزايد عدد الجيش الحر أدى ذلك إلى تنسيق الجهود مع المناطق المجاورة ومنها الميدان المعضمية المزة القدم كفرسوسة جديدة وتشكيل كتائب الصحابة بقيادة العقيد خالد حبوس
مؤخراً وبعد بدء المعارك تداعت كتائب دمشق وريفها للتوحد وتم تشكيل لواء أنصار الأسلام الذي يضم كتائب الصحابة ولواء الحبيب المصطفى وكتائب أخرى في مختلف مناطق دمشق وريفها
اسم الكتيبة العاملة في منطقة داريا كتبية سعد بن أبي وقاص
و بعدة مجزرة داريا الكبرى تم حل كتيبة سعد بن أبي وقاص وتشكيل كتيبة شهداء داريا التي تتبع للمكتب العسكري في المجلس المحلي للمدينة والتي صدت الهجوم الشرس لقوات النظام في 8/11/2012م
بدأت فكرة تشكيل لواء شهداء الإسلام بعد حوالي شهرين من بدء معركة داريا حيث كان أساسا مؤلف من كتيبة شهداء داريا ومع بدء المعركة واصرار النظام على اقتحام المدينة ومع زيادة الخبرة العسكرية لعناصر كتيبة شهداء داريا وقدرتها على صد هجوم قوات النظام على أكثر المحاور والجبهات ضراوة ومع تدريب عناصر جديدة من شباب المدينة والتحاقهم فيها كان لابد من إعادة هيكلة البنية التنظيميه والعسكرية للكتيبة ومجموعات الجيش الحر في المدينة. فتم إعادة هيكلة جميع المجموعات في الكتيبة من حيث العدد والعتاد ليتم تنظيمها في سبع كتائب ضمن لواء جديد وليد هو لواء شهداء الإسلام، يتألف من ثمانية كتائب رئيسة وهي:
كتيبة فيحاء الشام
كتيبة أحفاد صلاح الدين
كتيبة أسود السنة
كتيبة أسود التوحيد
كتيبة شهداء داريا
كتيبة ابن تيمية
كتيبة الشهيد عبد القادر الصالح
كتيبة المهام الخاصة
بقيادة النقيب أبو جمال والقائد الشهيد الملازم أول أبو عمر
اليوم تحالف اللواء مع تشكيلات الجبهة الجنوبية تحت غرفة عمليات تدعى غرفة الموك التي تمول فصائل الجبهة الجنوبية وتوجههم عسكريا ويدير غرفة الموك عناصر من المخابرات الأمريكية والمخابرات السعودية وصنف اللواء أنه الوحيد في سوريا الذي يخضع لسلطة مجلس محلي للمدينة

### المجلس المحلي لمدينة داريا
تأسس المجلس المحلي لمدينة داريا بتاريخ 17-10-2012م بعد أسابيع قليلة من المجزرة المروعة التي راح ضحيتها أكثر من 700 شهيد من أبناء وسكان المدينة، غالبهم من الأطفال والنساء والشيوخ. كان الهدف من هذا التشكيل الجديد تجميع الجهود الثورية والعسكرية في إطار تنظيمي يتجاوز نقاط الضعف والفوضى والتشتت السابق في العمل.
تكوّن المجلس في بنيته التنظيمية الأولى من عشرة مكاتب هي (العلاقات العامة- الخدمات- لجان الأحياء- المالي- الطبي- الإعلامي- الإغاثي- القانوني الشرعي- الحراك السلمي- العسكري). ولأول مرة في النظام الداخلي لتشكيل محلي ثوري يكون المكتب العسكري جزء من الهيكلية التنظيمية وليس قائدًا لها.
أهداف المجلس
- توحيد وتنظيم وتطوير مختلف الجهود الثورية في إطار الثورة السورية المباركة.
- تمثيل مدينة داريا لدى الجهات الأخرى داخل سوريا وخارجها.
- الإسهام في التأسيس لسوريا الجديدة وضمان الاستقرار والسلم الأهلي بعد سقوط النظام.
هناك ثلاثة مستويات مختلفة في المجلس وهي:
المكتب التنفيذي:
ويضم الفريق الرئاسي (المدير والنائب وأمين السر) ومدراء سبعة مكاتب هي (العلاقات العامة- الإغاثي-الإعلامي-القانوني الشرعي-الخدمات-الطبي-المالي) وثلاثة أعضاء من المكتب العسكري.
ليتكون المكتب التنفيذي من 13 عضوًا. وأصبح مدير المجلس ونائبه ينتخبون من أهالي المدينة بشكل كامل.
ويعد المكتب التنفيذي دائرة صنع القرار الرئيسية في المجلس.
الهيئة التشريعية:
ولها دور رقابي متابع لعمل المكتب التنفيذي ولها صلاحية حجب الثقة عنه وعن الرئيس ونائبه ولها بعض الصلاحيات التشريعية.
وتتكون من كتلة أعضاء لتمثيل اللواء (حوالي الثلث) وكتلة عن المكاتب الأخرى و 3 أعضاء عن المدنيين من أهالي المدينة خارج المجلس.
نسعى في المجلس المحلي لبناء شبكة علاقات واسعة مع كل من يناصر قضيتنا وقضية الشعب السوري،
ونطمح في بناء مشروع وطني يعبر عن سوريا وشعبها العظيم الموغل في جذور التاريخ،
و نسأل الله أن يكون عوناً لنا ويذلل كل الصعوبات التي نواجهها.
الهيئة العامة:
وتتكون من جميع العاملين في المجلس ومكاتبه (مدنيين – عسكريين). يحاول المجلس المحلي في داريا استيعاب القوى الفاعلة في المدينة وتمثيلها بالشكل المطلوب، والوصول لحالة من العمل السياسي المستقر، والتجهيز للمرحلة الانتقالية التي سيكون عنوانها إعادة بناء المؤسسات وإعمار المدينة التي دمرها النظام بشكل همجي، وهجر أهلها الذين يتجاوز عددهم أكثر من 250 ألف نسمة. تقوم مكاتب المجلس بتنظيم العمل وإدارة المدينة كل مكتب حسب اختصاصه وهذه المكاتب تضم: - العلاقات العامة –الإغاثي – الإعلامي - القانوني الشرعي – الخدمات – الطبي – المالي –العسكري.

### تخريب مقام السيدة سكينة
تذكر المصادر أن مقام السيدة سكينة في داريا تعرض للتخريب قبل تفجيره، ثم تم تفجيره في عام 2015.

## أعلام داريا
- أبو مسلم الخولاني.
- أبو سليمان الداراني.
- عبد الأكرم السقا.